# Kalikot District
Kalikot District er et af Nepals 75 administrative og politiske regioner, betegnet distrikter (lokalt betegnet district, zilla, jilla el. जिल्ला). Kalikot er et bjerg-distrikt, som ligger i Karnali Zone i Mid-Western Development Region.
Kalikot areal er 1.741 km² og der boede ved folketællingen 2001 i alt 11.510 og i 2007 12.857 i distriktet. Distriktets politiske organ District Development Committee er sammensat gennem indirekte valg, med repræsentation fra hver af de 9-17 administrative enheder ilakaer, hvert distrikt er opdelt i. 
Kalikot District er endvidere opdelt i 30 udviklingskommuner (lokalt navn: Gaun Bikas Samiti (G.B.S.) el. Village Development Committee (VDC)), hvoraf byer med over 10.000 indbyggere kategoriseres som købstæder (municipalities). 
Kalikot District er udviklingsmæssigt – gennem anvendelse af FN og UNDP's Human Development Index – kategoriseret som nr. 73 ud af Nepals 75 distrikter.

## Eksterne links
- Kort over Kalikot District
- Kalikot District sundhedsprofil – fra FN-Nepal (på engelsk)

29°09′00″N 81°37′00″Ø / 29.15°N 81.61667°Ø